# Lärarhögskola
Lärarhögskola var en svensk högskoleform för lärarutbildning från 1956 till 1977. Lärarhögskolor etablerades i Stockholm 1956, i Malmö 1960, i Göteborg 1962 och i övriga Sverige 1968. Lärarhögskolorna utbildade förskolelärare, lågstadielärare, mellanstadielärare och högstadielärare. De ersatte de tidigare förskoleseminarierna,  folkskoleseminarierna och småskoleseminarierna.
I och med högskolereformen i Sverige 1977 införlivades lärarhögskolorna i högskolor och universitet som lärarutbildningar. Reformen var genomgripande: lärarhögskolorna låg tidigare under Skolöverstyrelsen med en stark centralstyrning, men hamnade nu under Universitetskanslerämbetet  som hade en mer decentraliserad ordning. Vid samma tidpunkt togs närmare 25 andra högskolor bort på ett liknande sätt, som en anpassning mot omvärlden och internationell standard. 
Lärarhögskolan i Stockholm sammanslogs 1977 med Gymnastik- och Idrottshögskolan och bildade Högskolan för lärarutbildning i Stockholm (HLS). Idrottshögskolan i Stockholm utbröts 1993 åter som egen högskola och därefter[när?] återtogs det gamla namnet Lärarhögskolan i Stockholm. Genom att 2008 införlivas i Stockholms universitet, upphörde även denna separata högskola för lärarutbildning. 
Utbildning och forskning beträffande läraryrket är specifikt omnämnt i Högskolelagen, vari framgår att ansvaret för lärarutbildning skall ligga på ett så kallat "särskilt organ" vid respektive utbildningsanstalt.[källa behövs]